# Wentawat

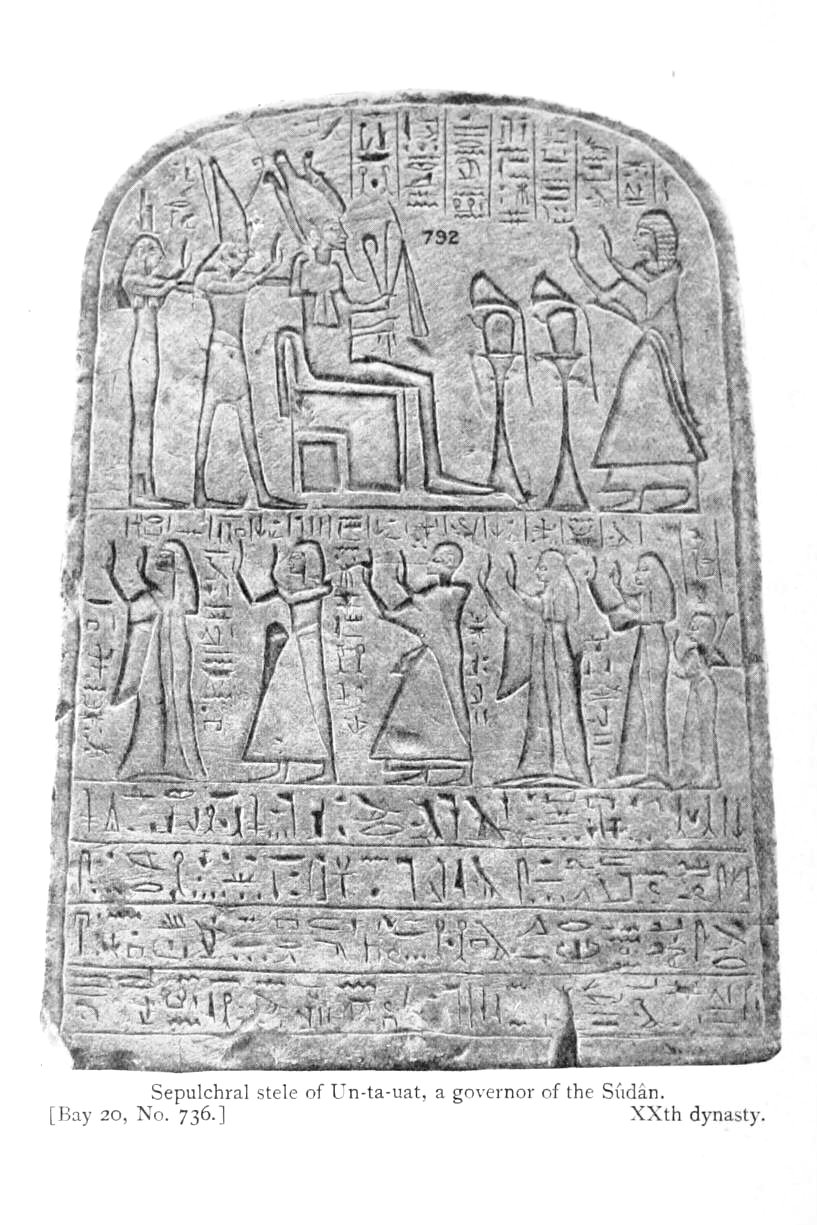
Wentawat halotti sztéléje

Wentawat ókori egyiptomi hivatalnok; Kús alkirálya volt a XX. dinasztia végének egyik fáraója, IX. Ramszesz uralkodása alatt. Apja, Nahihór szintén ezt a pozíciót töltötte be.
Wentawat címei: Kús alkirálya; Ámon-Rének, az istenek királyának arany földjeinek felügyelője; az udvar istállójának elöljárója; kocsihajtó; ajtónálló; Ámon háznagya Hnum-Uaszetben, Ámon főpapja Hnum-Uaszetben, Ramszesz Ámonjának első prófétája.
Wentawat egy, ma a British Museumban őrzött sztéléről ismert (EA 792). Ezen feleségével, Tauszerttel és fiával, Nahihórral látható, utóbbi „a palota istállójának elöljárója” címet viselte. Egy másik fiuk, Ramszesznaht követte Wentawatot Kús alkirályaként.
Wentawat ismert egy sérült gránitszobrocskáról is, amely térden ábrázolja, kezében istenszoborral. Ezt 1902-ben találták a karnaki templom hetedik pülónja mellett, ma a kairói Egyiptomi Múzeumban található (CG 42158 / JE 36816).

## Fordítás
- Ez a szócikk részben vagy egészben  a   Wentawat című angol Wikipédia-szócikk ezen változatának fordításán alapul.  Az eredeti cikk szerkesztőit annak laptörténete sorolja fel. Ez a jelzés csupán a megfogalmazás eredetét és a szerzői jogokat jelzi, nem szolgál a cikkben szereplő információk forrásmegjelöléseként.

## További irodalom
- Jaroslav Černý, Two King's Sons of Kush of the Twentieth Dynasty, KUSH VII (1959), 71-75.
- Amin A. M. A. Amer, Wentawat, Viceroy of Nubia, and his family, SAK 27 (1999), 27-31.